# Кшептовский, Ян

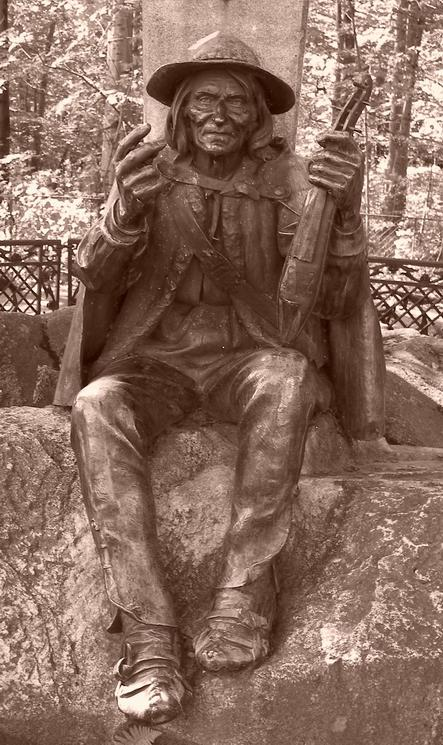
Памятник Яну Кшептовскому в Закопане

Ян Кшепто́вский или Сабала, Сабалик (пол. Jan Krzeptowski, Sabała, Sabalik, 26 января 1809 года, Косьцелиско — 8 декабря 1894 года, Закопане, Австро-Венгрия) — польский поэт, гуральский народный певец, рассказчик и музыкант, горный проводник. Фамилию «Кшептовский» Ян взял себе в зрелом возрасте. Ян, как и многие гурали того времени, жил под прозвищем «Сабала, Сабалик» и происходил из гуральского рода Гонсеница.

## Биография
Ян Кшептовский родился 26 января 1809 года в селе Косьцелиско (сегодня в Малопольском воеводстве). В молодости Ян занимался браконьерством. Участвовал в Хохоловском восстании, за что был осуждён австрийским судом и некоторое время находился в заключении. Оставив охотничий промысел, Ян стал заниматься музыкальной деятельностью и сопровождал туристов в Татрах. Сопровождал Титуса Халубинского в его краеведческих исследованиях и помогал художнику Станиславу Виткевичу в его путешествиях по горам. Станислав Виткевич в своих сочинениях называл Яна Кшептовского «Гомером Татр».
Последние годы своей жизни Ян Кшептовский проживал в Закопане в пансионате Ванды Лильпоповой. Ян Кшептовский умер 8 декабря 1894 года и был похоронен на кладбище заслуженных в Закопане.

## Сочинения
Со слов Яна Кшептовского были записаны гуральские сказки, байки и песни, которые популяризовали Станислав Виткевич и Генрих Сенкевич. Некоторые сочинения Яна Кшептовского были изданы отдельными книгами:
- Bajki według opowiadań Jana Sabały Krzeptowskiego z Kościeliska, Bronisław Dembowski, 1892
- Sabała. Portret, życiorys, bajki, powiastki, piosnki, melodie, Andrzej Stopka Nazimek, 1897.

## Память
- В 1903 году Яну Кшептовскому и Титусу Халубинскому был поставлен памятник на пересечении улиц Халубинского и Замойского,
- Ян Кшептовский упоминался в сочинениях Генрика Сенкевича (Sabałowa bajka), Станислава Виткевича (Na przełęczy), Казимежа Пшервы-Тетмайера (Legenda Tatr), Владислава Оркана (Przez co Sabała omijał jarmark w Kieżmarku) и Ялю Курека (Księga Tatr).
- Именем Яна Кшептовского названы улицы в Закопане, Быдгощи, Кракове, Лодзи и Еленой-Гуре.